# Chełmża
Chełmża es una localidad polaca del voivodato de Cuyavia y Pomerania.

## Toponimia
La localidad puede ser referida con los nombres de Kulmsee y Chełmża.

## Geografía
Está situada a orillas del lago Jezioro Chełmżyńskie, al norte de Torún.

## Historia
A comienzos del siglo XX pertenecía a la provincia alemana de Prusia Occidental. En el pasado fue sede de la diócesis de Kulm. Hacia 1900 tenía contabilizada una población de 8987 habitantes.

## Patrimonio

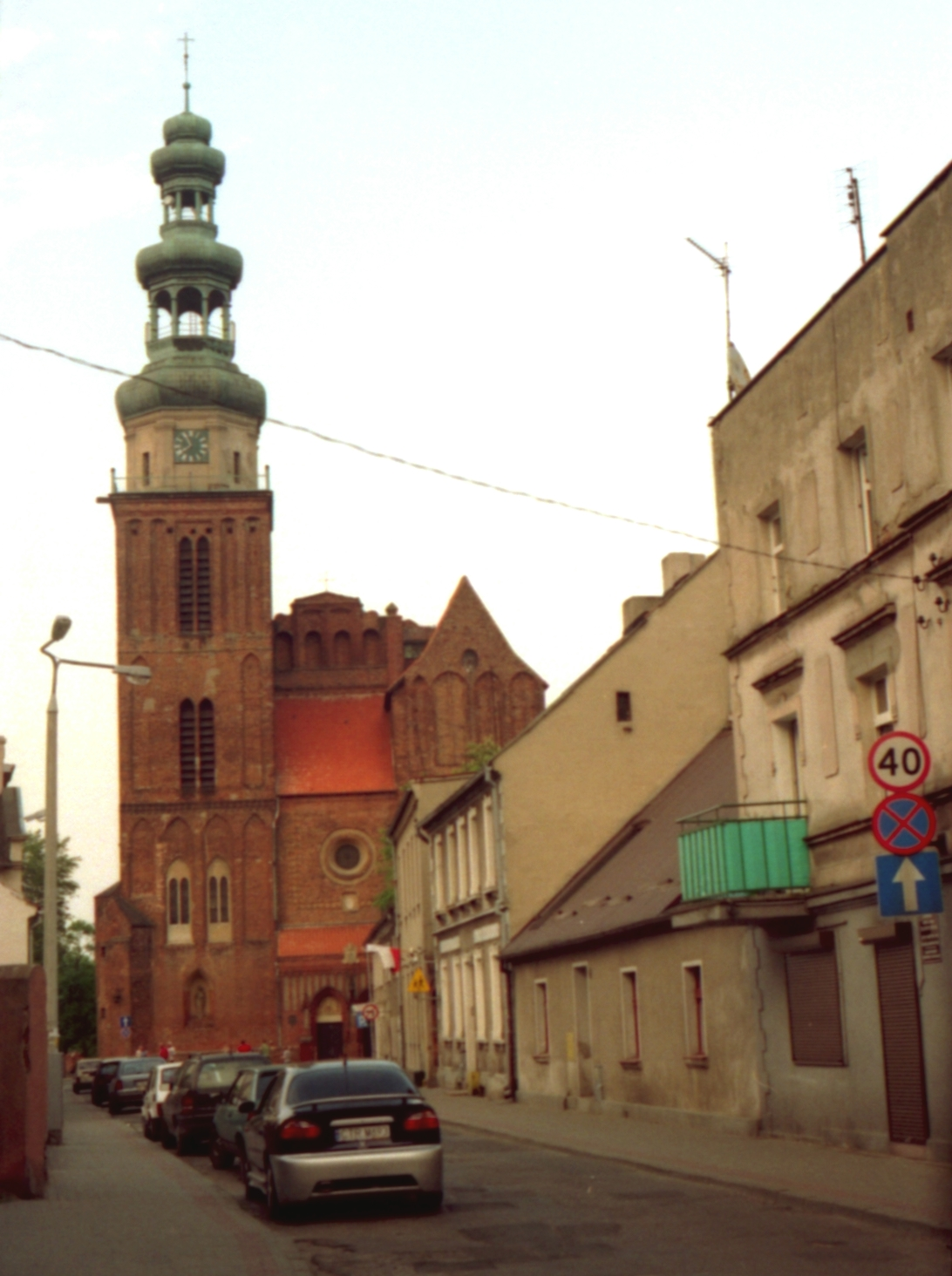
Catedral

Cuenta con una catedral católica cuyo origen se remontaría al siglo XIII.